# Rejon krasnoszczokowski
Rejon krasnoszczokowski (ros. Краснощёковский район) – rejon na terenie wchodzącego w skład Rosji syberyjskiego Kraju Ałtajskiego
Rejon leży w południowej części Kraju Ałtajskiego i ma powierzchnię 3.543 km². Na jego obszarze żyje ok. 22,1 tys. osób; całość populacji stanowi ludność wiejska, gdyż w skład tej jednostki podziału terytorialnego nie wchodzi żadne miasto.
Ośrodkiem administracyjnym rejonu jest  wieś Krasnoszczokowo położona 316 km od Barnaułu.
Rejon został utworzony w 1934 r.
Przez terytorium rejonu przepływają rzeki: Czarysz, Inia (rzeka), Maralicha, Tałowka.
Część rejonu zajmuje Rezerwat przyrody „Tigiriekskij”.

## Podział administracyjny
Rejon jest podzielony na 14 gmin (ros. сельсоветов)
- akimowska (wieś Akimowka)
- bieriezowska (wieś Bieriezowka)
- charłowski (wieś Charłowo)
- czynietyńska (wieś Czynieta)
- karpowska (wieś Karpowo)
- krasnoszczokowska (wieś Krasnoszczokowo)
- kujbyszewska (wieś Kujbyszewo)
- maralichińska (wieś Maralicha)
- nowoszypunowska (wieś Nowoszypunowo)
- sujetska (wieś Sujetka)
- ust-biełowska (wieś Ust-Biełoje)
- ust-pustyńska (wieś Ust-Pustynka)
- wierch-kamyszeńska (wieś Wierch-Kamyszenka)

Ogólnie w rejonie jest 29 wsi i osiedli. Największe z nich to: Karpowo-2, Maralicha, Ust-Kozłucha, Nowoszypunowo, Bieriezowka, Charłowo, Wierch-Kamyszenka.